# 서울 머슴아
"서울 머슴아"는 1966년 공개된 대한민국의 영화이다.

## 배역
- 최무룡
- 엄앵란
- 박노식
- 윤일봉
- 최지희
- 최남현
- 정애란
- 한은진
- 천시자
- 장혁
- 한유정
- 서월영
- 지계순
- 박옥초
- 이민철
- 황인철